# Bajazet
Bajazet [baˈjaːdzet] (también conocida como Il Tamerlano) es una ópera italiana compuesta por Antonio Vivaldi en 1735 sobre un libretto de Agostino Piovene, que estaba basado en la tragedia Tamerlan ou la mort de Bajazet de Nicolas Pradon.
El mismo tema había sido utilizado en una ópera anterior de Francesco Gasparini y en el Tamerlano de Georg Friedrich Handel. 
Fue estrenada en el Teatro Filarmonico de Verona durante el Carnaval de ese año. Esta ópera (número de catálogo RV 703) está compuesta en tres actos, con una sinfonía de tres movimientos como introducción. La historia narra el destino de Bajazet (Beyazid I) tras ser capturado por Tamerlane (Timur Lang). Una de sus más famosas arias es «Sposa son disprezzata». La ópera sigue los estándares de composición de la época y reutiliza arias de composiciones anteriores.
Esta obra rara vez se representa en la actualidad; en la base de datos Operabase aparecen sólo cinco representaciones entre 2005 y 2010.